# Serego (famiglia)
Serego (Sarego, da Sarego, de Saratico, de Saratico), nobile famiglia di Verona.

## Storia
Le prime notizie storiche della famiglia risalgono al 1117, al tempo del passaggio da Vicenza dell'imperatore Enrico V, che concesse in feudo a Ottone da Serego una villa e il castello di Sarego, nel Vicentino e non lontano dai confini con Verona, da cui trasse il cognome, mutato in seguito in Serego. La famiglia ha dato alla storia condottieri, vescovi, podestà, giudici, ambasciatori e consiglieri imperiali.

### Esponenti illustri

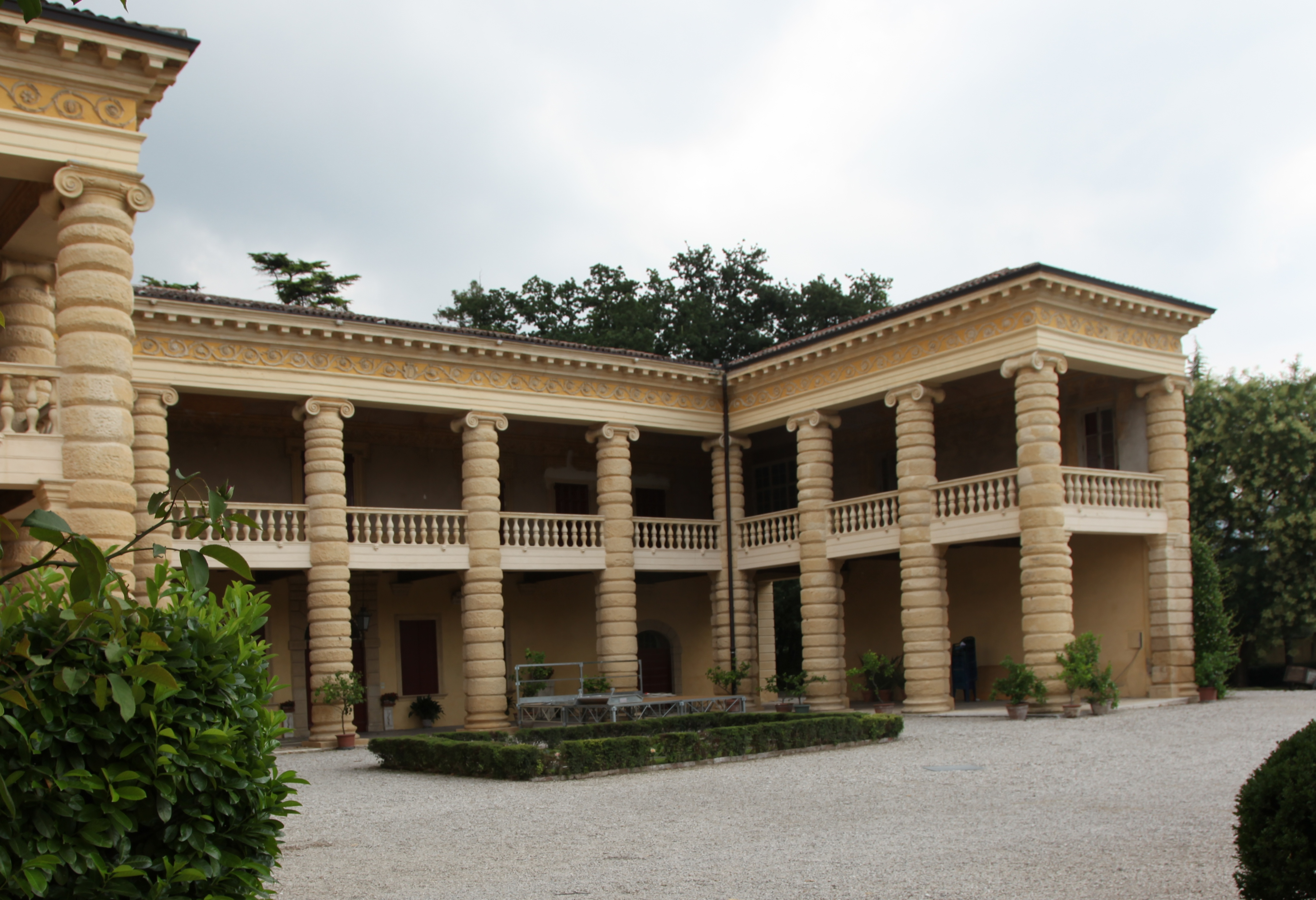
Villa Serego

- Ottone da Serego (?-dopo 936), capostipite della casata
- Milo de Seratico (XI secolo), vassallo del vescovo di Verona Gualtiero
- Guiberto da Serego (XII secolo), legato al vescovo Tebaldo
- Odolrico da Sarego (XIII secolo), politico
- Giordano da Serego (XIII secolo), politico, fu giustiziato
- Bonifazio Serego (1320-?), padre di Cortesia
- Cortesia Serego (1335-1386), capitano generale dell'esercito scaligero
- Piosello di Paolo da Serego (XIV secolo), giurista, testimone al testamento di Cansignorio della Scala, signore di Verona. Espulso in seguito in Lombardia, divenne il capostipite dei Serego del ramo lombardo
- Cortesia II Serego (1387-1461), figlio di Cortesia,[3] nominato conte dall'imperatore Sigismondo di Lussemburgo nel 1434
- Marcantonio Serego (XVI secolo), sposò Ginevra Alighieri, ultima esponente degli Alighieri
- Pieralvise Serego (XVI secolo), ricevette l'eredità del canonico Francesco Alighieri (1500-1562), con l’obbligo di mantenere il cognome degli Alighieri; fu il capostipite del ramo dei Serego Alighieri
- Brunoro Serego (XVI secolo), consigliere dell'imperatore Massimiliano I d'Asburgo
- Ludovico Sarego (1558-1625), vescovo di Adria[4]
- Giuseppe Carlo Serego (1679-1718), generale al servizio dell'imperatore Carlo VI d'Asburgo

### Proprietà
- Villa Serego a San Pietro in Cariano

## Serego Alighieri

### Esponenti illustri
- Pieralvise Serego (XVI secolo), capostipite della casata
- Maria Teresa Serego Alighieri Gozzadini (1812-1881), letterata
- Piero Di Serego Alighieri (1815-1872), deputato al Parlamento
- Dante Di Serego Alighieri (1843-1895), figlio di Piero, sindaco di Venezia

### Proprietà
- Villa Serego Alighieri a Gargagnago

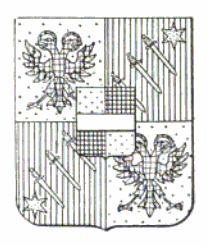
Stemma Serego

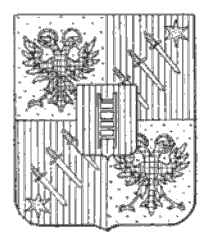
Variante dello stemma: Serego Della Scala

### Arma
Inquartato: nel primo e nel quarto d'oro, all'aquila bicipite di nero; nel secondo di rosso a tre spade d'oro, poste ciascuna in banda, l'una sull'altra, le punte in giù, e accompagnate nel secondo cantone d'una stella di 6 raggi d'oro; nel terzo di rosso, alle tre spade d'oro in banda, accompagnate da una stella dello stesso, posta nel canto destro della punta. Sul tutto partito di rosso e d'azzurro, lla fascia d'argento attraversante.  

### Sui Serego Alighieri
- A. Cartolari, Cenni sopra varie famiglie illustri di Verona, Forni, 1855
- Pietro Di Serego-Allighieri, Dei Seratico e dei Serego-Allighieri: cenni storici, Seb. Franco e figli, 1865
- Bartolomeo Borghesi, Lettera alla contessa Annetta Serego Alighieri nata Schio, sullo stemma del divino poeta, 1864
- Giovanni Gozzadini, Giosuè Carducci, Maria Teresa di Serego-Allighieri Gozzadini, N. Zanichelli, 1884
- Giuseppe Biadego, Cortesia Serego e il matrimonio di Lucia della Scala, Franchini, Gaetano (tip.), 1903
- Paolo Gaspari, Terra patrizia: aristocrazie terriere e società rurale in Veneto e Friuli: patrizi veneziani, nobili e borghesi nella formazione dell'etica civile delle élites terriere: 1797-1920, Gaspari, 1993
- Lara Pavanetto, Raffaella Benetti, L'onore e la legge. 1592. Il processo a Ginevra Serego Alighieri. La leggenda di Ginevra. Monologo teatrale, Lampi di Stampa, 2010